# Tettens
Tettens is een dorp in de gemeente Wangerland in de Duitse deelstaat Nedersaksen. Het maakt deel uit van Landkreis Friesland.
De reeds door de Chauken rond 100 v.Chr. gebouwde Warft (terp) Ziallerns wordt als deel van het dorp beschouwd, evenals de gehuchten Beim Kiefhaus, Busenackshörn, Hammshausen, Huniburg, Klein Wichtens, Kopperburg, Ridder, Tettenser Altendeich, Tettenser Altengroden, Triftsweg, Tettenser Mühle, Harmburg, Kibitznest, Lammertshütte, Middelswarfen, Pievens, Tyedmerswarfen, Ufkenhausen, Ussenhausen, Waterpohl en Wichtens.
Tettens ligt op circa 7,5 km ten zuiden van de Noordzeekust en 7 km ten noorden van de plaats Jever.

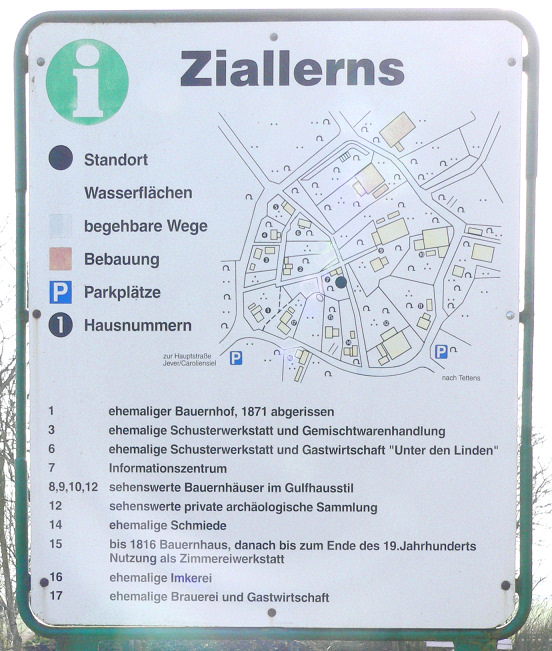
De Warft (terp) Ziallerns

## Bezienswaardigheid
- Sint-Martinuskerk (Tettens) (13e eeuw): De dorpskerk dateert uit de twaalfde eeuw. Het gebouw, opgetrokken in veldkeien, is een beschermd monument. daarboven baksteen. Naast de kerk staat een losstaande klokkentoren in baksteen die rond 1500 werd gebouwd.